# Col cuore in gola
Col cuore in gola (conocida en Latinoamérica como Con el corazón en la garganta) es una película francoitaliana de 1967 dirigida por Tinto Brass y protagonizada por Jean-Louis Trintignant y Ewa Aulin. Está levemente basada en la novela Il sepolcro di carta de Sergio Donati.

## Sinopsis
Un actor francés llamado Bernard (Jean-Louis Trintignant) se encuentra con una hermosa joven (Ewa Aulin) sobre el cadáver del propietario de un club nocturno asesinado en Londres. Él cree que ella es inocente del crimen, y se escapa con ella para protegerla de un grupo de criminales que la están acosando.

## Reparto
- Jean-Louis Trintignant es Bernard
- Ewa Aulin es Jane
- Vira Silenti es Martha
- Roberto Bisacco es David
- Charles Kohler es Jerome
- David Prowse es un gánster